# Babiński (herb szlachecki)
Babiński – polski herb szlachecki.

## Opis herbu
W polu barwy niewiadomej klamra (brama obozowa) barwy niewiadomej z zaćwieczonym krzyżem kawalerskim i zatkniętymi u końców belkami – z prawej w skos, z lewej w skos lewy.

## Najwcześniejsze wzmianki
Z 1540 roku pochodzi pieczęć przy liście Semena Mitkowicza Babińskiego do księcia Fedora Sanguszki.

## Herbowni
Babiński. Rodziny o tym nazwisku posługiwały się też herbami Bojcza, Bończa (herb szlachecki), Dębno i Leliwa.